# Nicol Gastaldi
Nicol Gastaldi (ur. 16 lutego 1990 w Piove di Sacco) – argentyńska narciarka alpejska pochodzenia włoskiego, kilkukrotna uczestniczka mistrzostw świata i igrzysk olimpijskich.

## Życie prywatne
Urodziła się we Włoszech, jej rodzice pochodzą z Włoch i Argentyny. Ma młodszego brata Sebastiano, który także uprawia narciarstwo alpejskie.
Pracuje jako instruktor jazdy na nartach w Bariloche.

## Kariera
Jej pierwszym występem na arenie międzynarodowej były rozegrane 5 sierpnia 2005 roku w Chapelco zawody Pucharu Ameryki Południowej, na których zajęła 28. miejsce w slalomie gigancie. Kolejne lata to dla niej głównie starty w tym właśnie cyklu, ponadto pojawiała się również na zawodach FIS.
W 2008 roku pojawiła się na mistrzostwach świata juniorów w Formigal, na których nie ukończyła drugiego przejazdu slalomu, a także nie wystartowała w pierwszym przejeździe slalomu giganta. Rok później, na mistrzostwach świata w Val d’Isère nie ukończyła pierwszego przejazdu zarówno slalomu, jak i slalomu giganta. W 2010 roku wystartowała zarówno na mistrzostwach świata juniorów w regionie Mont Blanc, jak i na igrzyskach olimpijskich w Vancouver. Na tym pierwszym wydarzeniu zajęła 80. miejsce w slalomie gigancie, ponadto nie ukończyła początkowego przejazdu slalomu, z kolei na tym drugim również nie ukończyła początkowego przejazdu slalomu, zaś w slalomie gigancie zajęła 48. miejsce.
W 2013 roku wzięła udział w mistrzostwach świata w Schladming, na których startowała tylko w jednej konkurencji, slalomie, którego nie ukończyła w pierwszym przejeździe. Dwa lata później, na mistrzostwach świata w Vail/Beaver Creek także nie ukończyła pierwszego przejazdu slalomu, ponadto zajęła 57. miejsce w slalomie gigancie. Na rozgrywanych w 2017 roku mistrzostwach świata w Sankt Moritz zajęła 51. miejsce w slalomie gigancie, a także nie ukończyła pierwszego przejazdu kwalifikacji slalomu.
19 grudnia 2017 roku miał miejsce jej debiut w Pucharze Świata, kiedy to na rozgrywanych w Courchevel zawodach sezonu 2017/2018 nie zakwalifikowała się do pierwszego przejazdu slalomu giganta. Rok później wzięła udział w igrzyskach olimpijskich w Pjongczangu, na których zajęła 42. miejsce w slalomie gigancie, a także nie ukończyła pierwszego przejazdu slalomu. W 2019 roku pojawiła się na mistrzostwach świata w Åre, na których zajęła 9. miejsce w zawodach drużynowych i 44. w slalomie gigancie.

## Osiągnięcia

### Igrzyska olimpijskie
| Miejsce | Dzień     | Rok  | Miejscowość | Konkurencja   | Czas biegu | Strata | Zwyciężczyni        |
| ------- | --------- | ---- | ----------- | ------------- | ---------- | ------ | ------------------- |
| 48.     | 25 lutego | 2010 | Whistler    | Slalom gigant | 2:43,78    | +16,67 | Viktoria Rebensburg |
| DNF1    | 26 lutego | 2010 | Whistler    | Slalom        | –          | –      | Maria Riesch        |
| 42.     | 15 lutego | 2018 | Pjongczang  | Slalom gigant | 2:33,44    | +13,42 | Mikaela Shiffrin    |
| DNF1    | 16 lutego | 2018 | Pjongczang  | Slalom        | –          | –      | Frida Hansdotter    |

### Mistrzostwa świata
| Miejsce | Dzień     | Rok  | Miejscowość       | Konkurencja      | Czas biegu | Strata   | Zwyciężczyni     |
| ------- | --------- | ---- | ----------------- | ---------------- | ---------- | -------- | ---------------- |
| DNF1    | 12 lutego | 2009 | Val d’Isère       | Slalom gigant    | –          | –        | Kathrin Hölzl    |
| DNF1    | 14 lutego | 2009 | Val d’Isère       | Slalom           | –          | –        | Maria Riesch     |
| DNF1    | 16 lutego | 2013 | Schladming        | Slalom           | –          | –        | Mikaela Shiffrin |
| 57.     | 12 lutego | 2015 | Vail/Beaver Creek | Slalom gigant    | 1:18,01    | +1:01,15 | Anna Fenninger   |
| DNF1    | 14 lutego | 2015 | Vail/Beaver Creek | Slalom           | –          | –        | Mikaela Shiffrin |
| 51.     | 16 lutego | 2017 | Sankt Moritz      | Slalom gigant    | 2:17,63    | +12,08   | Tessa Worley     |
| BDNF1   | 18 lutego | 2017 | Sankt Moritz      | Slalom           | –          | –        | Mikaela Shiffrin |
| 9.      | 12 lutego | 2019 | Åre               | Zawody drużynowe | –          | –        | Szwajcaria       |
| 44.     | 14 lutego | 2019 | Åre               | Slalom gigant    | 2:13,95    | +11,98   | Petra Vlhová     |

### Mistrzostwa świata juniorów
| Miejsce | Dzień     | Rok  | Miejscowość  | Konkurencja   | Czas biegu | Strata | Zwyciężczyni      |
| ------- | --------- | ---- | ------------ | ------------- | ---------- | ------ | ----------------- |
| DNF2    | 28 lutego | 2008 | Formigal     | Slalom        | –          | –      | Bernadette Schild |
| DNS1    | 29 lutego | 2008 | Formigal     | Slalom gigant | –          | –      | Anna Fenninger    |
| DNF1    | 1 lutego  | 2010 | Les Planards | Slalom        | –          | –      | Christina Geiger  |
| 80.     | 5 lutego  | 2010 | Les Houches  | Slalom gigant | 1:49,97    | +11,63 | Mona Løseth       |